# アイビーリア郡 (ルイジアナ州)
アイビーリア郡（英: Iberia Parish）は、アメリカ合衆国ルイジアナ州の南部に位置する郡である。人口は6万9926人（2020年）。郡庁所在地はニューアイビーリア市で、同郡で人口最大の町である。
アイビーリア郡はラファイエット都市圏に属しており、またラファイエット・オペルーサス・モーガンシティ広域都市圏を構成している。

## 地理
アメリカ合衆国国勢調査局に拠れば、郡域全面積は1,031平方マイル (2,670 km2)であり、このうち陸地575平方マイル (1,489 km2)、水域は456平方マイル (1,181 km2)で水域率は44.21％である。

### 主要高規格道路
- アメリカ国道90号線
- ルイジアナ州道14号線
- ルイジアナ州道31号線

### 隣接する郡
- セントマーティン郡 - 北、南
- アイバービル郡 - 北東
- アサンプション郡 - 東
- セントメアリー郡 - 南東
- メキシコ湾 - 南
- バーミリオン郡 - 西
- ラファイエット郡 - 北西

### 国立保護地域
- シェルキーズ国立野生生物保護区

## 人口動態

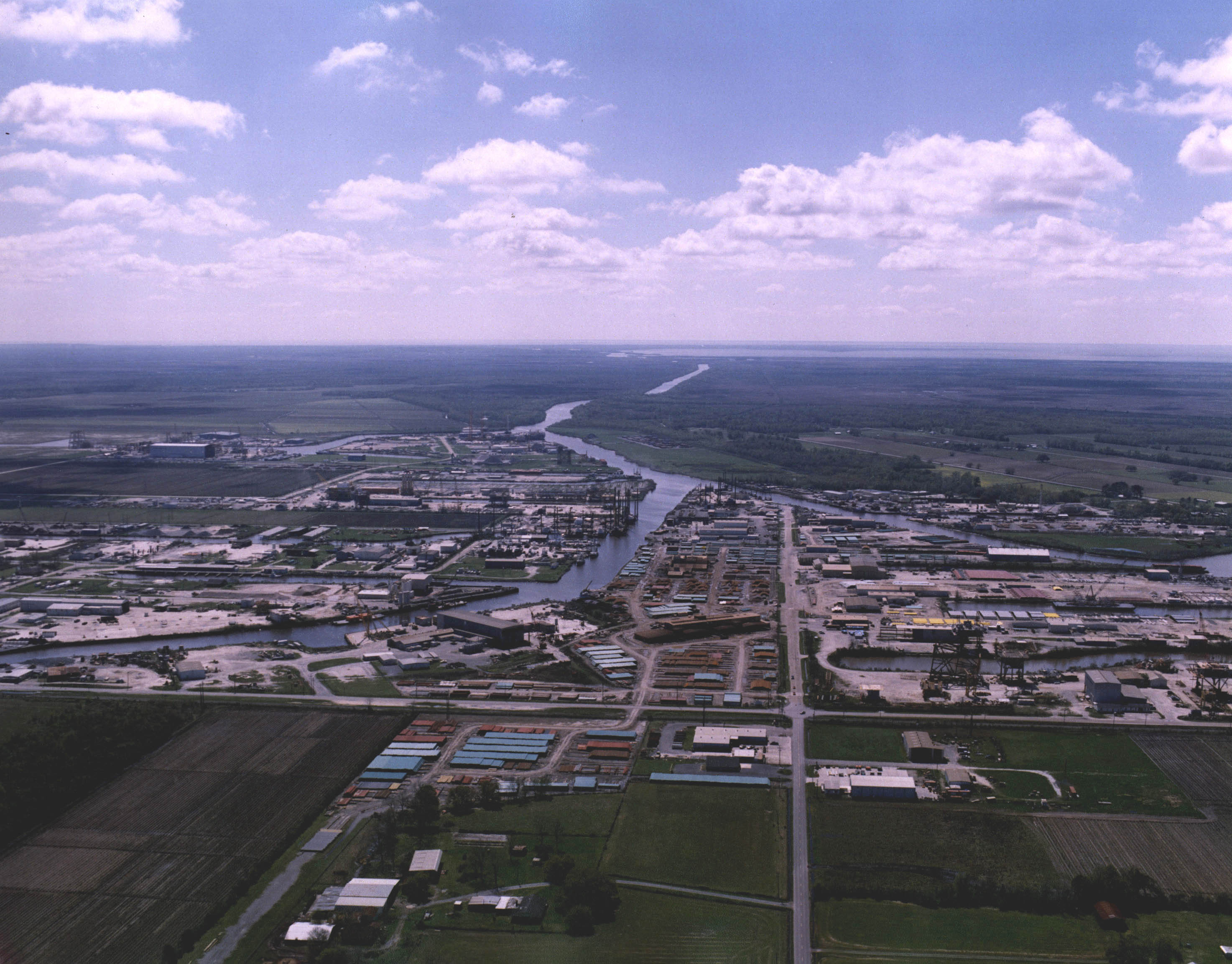
アメリカ海洋大気庁によるアイビーリア港の空中写真

以下は2000年国勢調査による人口統計データである。
| 基礎データ - 人口: 73,266人 - 世帯数: 25,381 世帯 - 家族数: 19,162 家族 - 人口密度: 49人/km2（127人/mi2） - 住居数: 27,844軒 - 住居密度: 19軒/km2（48軒/mi2） 人種別人口構成 - 白人: 65.08% - アフリカン・アメリカン: 30.81% - ネイティブ・アメリカン: 0.31% - アジア人: 1.93% - 太平洋諸島系: 0.02% - その他の人種: 0.60% - 混血: 1.25% - ヒスパニック・ラテン系: 1.50% 言語別人口構成 - フランス語またはケイジャン・フランス語: 11.99% - ラオ語: 1.48% - スペイン語: 1.29% 年齢別人口構成 - 18歳未満: 30.0% - 18-24歳: 9.6% - 25-44歳: 28.4% - 45-64歳: 20.6% - 65歳以上: 11.4% - 年齢の中央値: 33歳 - 性比（女性100人あたり男性の人口） - 総人口: 92.8 - 18歳以上: 89.8 | 世帯と家族（対世帯数） - 18歳未満の子供がいる: 39.5% - 結婚・同居している夫婦:53.2% - 未婚・離婚・死別女性が世帯主: 17.2% - 非家族世帯: 24.5% - 単身世帯: 21.1% - 65歳以上の老人1人暮らし: 8.6% - 平均構成人数 - 世帯: 2.82人 - 家族: 3.28人 収入と家計 - 収入の中央値 - 世帯: 31,204米ドル - 家族: 36,017米ドル - 性別 - 男性: 32,339米ドル - 女性: 18,174米ドル - 人口1人あたり収入: 14,145米ドル - 貧困線以下 - 対人口: 23.6% - 対家族数: 20.2% - 18歳未満: 31.5% - 65歳以上: 20.2% |

## 都市と町
- ニューアイビーリア - 郡庁所在地
- デクランブル、一部はバーミリオン郡内
- ジャネレット
- ロロービル
- リディア

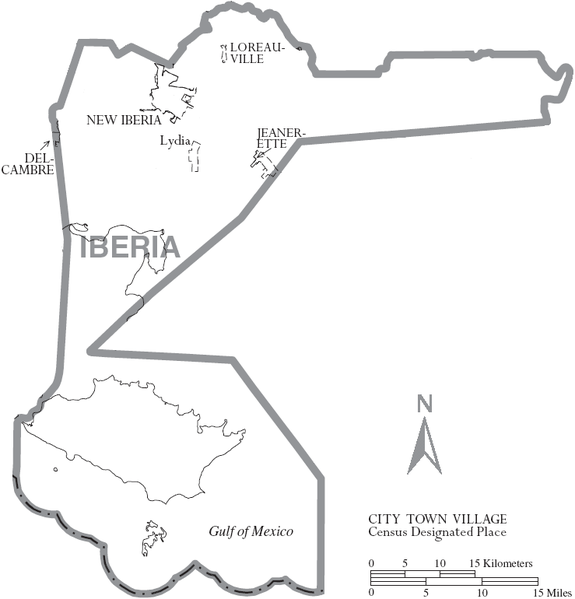
アイビーリア郡図

さらに、タバスコの工場があるエイブリー島も郡内未編入領域である。

## 教育
アイビーリア郡教育委員会が地元の公立学校を運営している。